# Andreas von Antropoff

A. R. Antropoff

Roman Andreas von Antropoff (* 16. August 1878 in Reval, Gouvernement Estland; † 2. Juni 1956 in Bonn) war ein aus Estland stammender deutscher Chemiker und Hochschullehrer. Er prägte 1926 den Begriff Neutronium noch vor der Entdeckung des Neutrons, um ein hypothetisches chemisches Element mit der Ordnungszahl 0 zu benennen, welches er an die Spitze des Periodensystems stellte.

## Kindheit und Jugend
Sein Vater war Roman von Antropoff, Rechtsanwalt und Rittergutsbesitzer, und seine Mutter war Sophie geborene Koch. Väterlicherseits soll er von Karl XIII. und Erik Wasa abstammen. Er hatte folgende Geschwister: Roman Andreas, Elisabeth Molly, Sergei, Nikolai Alexander und Karl Alexander von Antropoff.
Von 1889 bis 1892 besuchte er die Domschule St. Maria, 1893 die Lajusschule und später die Realschule in Reval. Anschließend studierte er von 1897 bis 1899 Maschinenbau und von 1899 bis 1904 Chemie am Polytechnischen Institut in Riga. Zur Fortsetzung des Chemiestudiums ging er von 1904 bis 1907 an die Universität Heidelberg, wo er zum Dr. phil. promoviert wurde. Im Anschluss arbeitete er ein Jahr bei William Ramsay an der Universität in London.

## Karriere
Andreas von Antropoff war 1908 bis 1915 Assistent und Privatdozent und von 1911 bis 1915 Dozent für anorganische Chemie am Polytechnischen Institut in Riga. Im Ersten Weltkrieg wurde er im Juli 1916 wegen Spionagevorwürfen verhaftet und bis März 1917 in Sankt Petersburg inhaftiert. Nach einigen Monaten Militärdienst in den Petersburger Kupferwalzwerken wurde er 1918 erneut in Sankt Petersburg, dieses Mal von den Bolschewisten, festgenommen. Durch den Frieden von Brest-Litowsk gelangte er wieder in Freiheit und folgte dem Ruf an die Technische Hochschule in Karlsruhe, wo er von 1918 bis 1924 als Privatdozent und Professor wirkte. 1924 erhielt er den ordentlichen Lehrstuhl für physikalische Chemie an der Universität Bonn, wo er später auch Obmann des Nationalsozialistischen Deutschen Dozentenbundes war. 1945 wurde er entlassen, 1953 wurde seine Emeritierung gerichtlich erzwungen.

## Politik
Von 1918 bis 1919 kämpfte Antropoff als Mitglied eines Freikorps im Baltikum. Seit 1924 war er Mitglied der Deutschnationalen Volkspartei (DNVP). Von 1926 bis 1933 gehörte er auch dem Stahlhelm, Bund der Frontsoldaten an. Am 1. Januar 1932 trat er dem nationalsozialistischen Kampfbund für deutsche Kultur bei. Im Juli 1932 rief er öffentlich zur Wahl der NSDAP auf. Am 5. März 1933 trat er der NSDAP (Mitgliedsnummer 1.655.393) und am 22. Mai desselben Jahres der SS bei (SS-Nummer 100.931). Er war außerdem Mitglied im Nationalsozialistischen Lehrerbund und Mitarbeiter des SD. 1933 hisste er die Hakenkreuzfahne auf dem Hauptgebäude der Universität Bonn.

## Familie
Andreas von Antropoff heiratete am 11. Dezember 1926 in Spremberg Erika Pauline Alice geborene Germann.